# 辛巴 (獅子王)
辛巴（英語：Simba）是出現於迪士尼《獅子王》系列中的虛構角色。角色首次出現於第32部華特迪士尼動畫工作室動畫長片《獅子王》（1994年）中，其後又出現於其續集《狮子王2：辛巴的荣耀》（1998年）、《狮子王3：Hakuna Matata》（2004年）以及由強·法夫洛執導的將於2019年上映的同名重製電影中。